# Jabugo

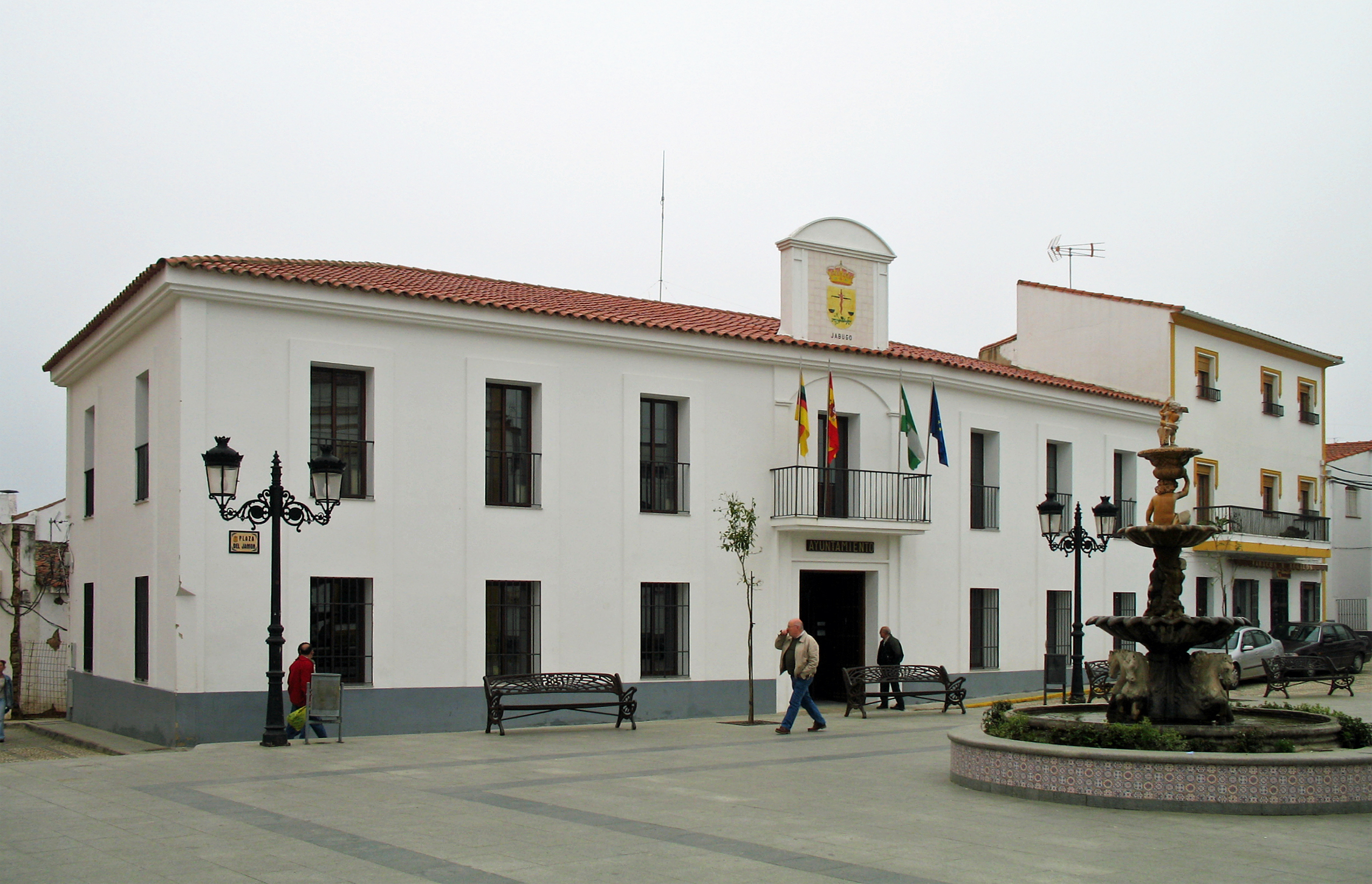
Gemeentehuis van Jabugo

Jabugo is een gemeente in de Spaanse provincie Huelva in de regio Andalusië met een oppervlakte van 25 km². In 2007 telde Jabugo 2435 inwoners.
Het plaatsje Jabugo is vooral bekend vanwege de beenhammen uit deze streek die tot de duurste van Spanje gerekend worden. Hier worden de varkens gehouden die in de laatste 3-5 maanden uitsluitend eikels te eten krijgen (bellotas). Ook vindt hier het drogingsproces van de hammen plaats. Het constante microklimaat zorgt ervoor dat de hammen een perfecte en constante kwaliteit hebben.